# Arabie saoudite aux Jeux olympiques d'été de 2012
L'Arabie saoudite participe aux Jeux olympiques d'été de 2012 à Londres. Il s'agit de sa 10e participation aux Jeux d'été.

## Question de la participation des athlètes féminins
Lors des Jeux précédents, l'Arabie saoudite avait toujours été représentée exclusivement par des délégations masculines. La pratique du sport par les femmes est fortement restreinte dans le pays, qui ne permet pas aux femmes de prendre part aux Jeux olympiques. En juin 2010, le Comité international olympique annonça qu'il « presserait » l'Arabie saoudite (de même que le Qatar et le Brunei), d'« envoyer des athlètes féminins aux Jeux olympiques de 2012 pour la première fois » Anita DeFrantz, présidente de la Commission Femmes et Sport du C.I.O., suggéra que le pays soit interdit de participation aux Jeux jusqu'à ce qu'il accepte la participation de femmes saoudiennes. En juillet, le Qatar annonça qu'il inclurait des femmes dans sa délégation aux Jeux de Londres, ce qui « accrut la pression sur l'Arabie saoudite » pour qu'elle fasse de même. La BBC remarqua que « Londres 2012 pourrait donc voir des athlètes olympiques saoudiennes pour la première fois. Sinon, il est concevable que le Royaume ne soit pas autorisé à y envoyer une délégation entièrement masculine ».
L'Arabie saoudite envoya bien une athlète aux premiers Jeux olympiques de la jeunesse, à Singapour en 2010. Le Comité international olympique avait exigé que chaque délégation nationale comprenne au minimum une athlète de sexe féminin. Dalma Rushdi Malhas, avec sa monture Flash Top Hat, prit part à l'épreuve de saut d'obstacles individuel en équitation, remportant la médaille de bronze - la seule médaille du pays à ces Jeux,.
En novembre 2011, Al Arabiya rapporta que « l'Arabie saoudite prévoit d'envoyer une équipe féminine en équitation aux Jeux olympiques d'été de 2012 à Londres afin d'éviter de se voir interdite de prendre part ». La chaîne d'informations indiqua que Dalma Rushdi Malhas serait probablement incluse dans la délégation saoudienne. Emmanuelle Moreau, porte-parole du C.I.O., indiqua toutefois que le Comité « n'imposerait pas aux Saoudiens d'avoir des femmes parmi leurs représentants à Londres », arguant que « le C.I.O. ne donne pas d'ultimatums [...] mais pense plutôt que beaucoup d'avancées se font par le dialogue ». En février 2012, alors que Human Rights Watch accusait le pays de contrevenir à la Charte olympique en empêchant systématiquement les femmes de pratiquer le sport, un responsable sportif de haut niveau indiqua anonymement à Associated Press que les autorités sportives souhaitaient développer la participation des femmes dans les sports, mais qu'ils « luttaient contre des traditions profondément ancrées ». Il fut également confirmé que le Comité national olympique saoudien n'empêcherait pas Malhas de prendre part aux Jeux de Londres. Plus exactement, il lui serait permis d'y prendre part si elle était invitée par le C.I.O., mais l'Arabie saoudite ne l'inclurait pas d'elle-même dans sa délégation. Le pays se préparait à sélectionner quatre athlètes masculins pour la compétition d'équitation,. (Le sixième principe fondamental de l'Olympisme, tel que défini par la Charte olympique, stipule que « Toute forme de discrimination [...] fondée sur des considérations de race, de religion, de politique, de sexe ou autres est incompatible avec l’appartenance au Mouvement olympique ». Le quatrième principe indique : « La pratique du sport est un droit de l’homme. Chaque individu doit avoir la possibilité de faire du sport sans discrimination d’aucune sorte ». Le septième : « L’appartenance au Mouvement olympique exige le respect de la Charte olympique ».)
Fin juin 2012, le pays annonce qu'il autorisera la participation de femmes qui atteindraient les minima pour se qualifier, et qu'elles seraient bien incluses officiellement dans la délégation saoudienne, prises en charge par son comité olympique. À ce moment, Dalma Malhas est la seule femme athlète saoudienne ayant le niveau requis pour les Jeux olympiques. La BBC décrit cette décision comme « une très grande avancée, renversant l'opposition fermement ancrée de ceux qui s'opposent à tout rôle public pour les femmes ». La BBC note que ce changement a été « mené par le roi Abdallah, qui depuis longtemps cherche à permettre aux femmes de jouer un rôle plus actif dans la société saoudienne ». Malhas, toutefois, déclara qu'elle ne pourrait pas participer aux Jeux de Londres (sans doute parce que l'équipe saoudienne d'équitation était déjà constituée), mais qu'elle espérait prendre part en 2016.
Mi-juillet, le pays annonce qu'il y aura deux femmes athlètes dans sa délégation : Sarah Attar, pour l'épreuve du 800 mètres en athlétisme, et la judoka Wojdan Shaherkani.

## Médaillés
| Médaille | Nom                                                                                     | Sport      | Compétition                  | Date   |
| -------- | --------------------------------------------------------------------------------------- | ---------- | ---------------------------- | ------ |
| Bronze   | Ramzy Al Duhami H.R.H. Prince Abdullah Al Saud Kamal Bahamdan Abdullah Waleed Sharbatly | Équitation | Saut d'obstacles par équipes | 6 août |

## Athlétisme
Les athlètes suivants ont atteint les minima pour être qualifiés, :
Hommes
Courses
| Athlète                   | Épreuve         | Séries       | Séries | Quarts de finale | Quarts de finale | Demi-finales | Demi-finales | Finale   | Finale |
| Athlète                   | Épreuve         | Résultat     | Rang   | Résultat         | Rang             | Résultat     | Rang         | Résultat | Rang   |
| ------------------------- | --------------- | ------------ | ------ | ---------------- | ---------------- | ------------ | ------------ | -------- | ------ |
| Ali Ahmed Al-Amri         | 3 000 m steeple | 8:26.22 (SB) | 17e    | NC               | NC               | NC           | NC           | -        | -      |
| Hussain Jamaan Alhamdah   | 5 000 m         | 14:00.43     | 39e    | NC               | NC               | NC           | NC           | -        | -      |
| Abdullah Abdulaziz Aljoud | 5 000 m         | 14:11.12     | 40e    | NC               | NC               | NC           | NC           | -        | -      |
| Moukheld Al-Outaibi       | 5 000 m         | 13:31.47     | 23e    | NC               | NC               | NC           | NC           | -        | -      |
| Moukheld Al-Outaibi       | 10 000 m        | NC           | NC     | NC               | NC               | NC           | NC           | 28:07.25 | 17e    |
| Yousef Ahmed Masrahi      | 400 m           | 45.43 (PB)   | 13e    | NC               | NC               | 45.91        | 21e          | -        | -      |
| Abdulaziz Mohammed        | 800 m           | 1:46.09      | 11e    | NC               | NC               | 1:48.98      | 23e          | -        | -      |
| Emad Noor                 | 1 500 m         | 3:42.95      | 34e    | NC               | NC               | -            | -            | -        | -      |
| Mohammed Shaween          | 1 500 m         | 3:39.42 (SB) | 12e    | NC               | NC               | 3:43.39      | 20e          | -        | -      |

Concours
| Athlète                   | Épreuve          | Qualification | Qualification | Finale   | Finale |
| Athlète                   | Épreuve          | Distance      | Rang          | Distance | Rang   |
| ------------------------- | ---------------- | ------------- | ------------- | -------- | ------ |
| Sultan Mubarak Al-Dawoodi | Lancer du disque | 59.54         | 33e           | -        | -      |

Femmes
Courses
| Athlète     | Épreuve | Séries       | Séries | Quarts de finale | Quarts de finale | Demi-finales | Demi-finales | Finale   | Finale |
| Athlète     | Épreuve | Résultat     | Rang   | Résultat         | Rang             | Résultat     | Rang         | Résultat | Rang   |
| ----------- | ------- | ------------ | ------ | ---------------- | ---------------- | ------------ | ------------ | -------- | ------ |
| Sarah Attar | 800 m   | 2:44.95 (RN) | 39e    | NC               | NC               | -            | -            | -        | -      |

## Équitation

### Saut d'obstacles
| Athlète                                                                   | Cheval            | Compétition | Qualification | Qualification | Qualification | Qualification | Qualification | Qualification | Qualification | Qualification | Finale    | Finale        | Finale    | Finale   | Total     | Total |
| Athlète                                                                   | Cheval            | Compétition | 1er tour      | 1er tour      | 2e tour       | 2e tour       | 2e tour       | 3e tour       | 3e tour       | 3e tour       | Finale A  | Finale A      | Finale B  | Finale B | Total     | Total |
| Athlète                                                                   | Cheval            | Compétition | Pénalités     | Rang          | Pénalités     | Total         | Rang          | Pénalités     | Total         | Rang          | Pénalités | Rang          | Pénalités | Rang     | Pénalités | Rang  |
| ------------------------------------------------------------------------- | ----------------- | ----------- | ------------- | ------------- | ------------- | ------------- | ------------- | ------------- | ------------- | ------------- | --------- | ------------- | --------- | -------- | --------- | ----- |
| Ramzy Al Duhami                                                           | Bayard            | Individuel  | 2             | 41e           | 0             | 2             | 15e           | 4             | 6             | 9e            | 12        | 29e (éliminé) | –         | –        | –         | –     |
| Prince Abdullah Al Saud                                                   | Davos             | Individuel  | 0             | 1er           | 0             | 0             | 1er           | 4             | 4             | 4e            | 9         | 26e (éliminé) | –         | –        | –         | –     |
| Kamal Bahamdan                                                            | Noblesse des Tess | Individuel  | 1             | 33e           | 1             | 2             | 15e           | 5             | 7             | 10e           | 1         | 7e            | 1         | 4e       | 2         | 4e    |
| Abdullah Sharbatly                                                        | Sultan            | Individuel  | 6             | 58e           | (4)           | 10            | 51e (éliminé) | (6)           | 16            | (éliminé)     | –         | –             | –         | –        | –         | –     |
| Ramzy Al Duhami Prince Abdullah Al Saud Kamal Bahamdan Abdullah Sharbatly | Voir ci-dessus    | Par équipes | NC            | NC            | 1             | NC            | 1er           | 13            | 14            | 3e            | –         | –             | –         | –        | –         | –     |

## Haltérophilie
Hommes
| Athlète          | Épreuve    | Arraché  | Arraché | Épaulé-jeté | Épaulé-jeté | Total | Rang |
| Athlète          | Épreuve    | Résultat | Rang    | Résultat    | Rang        | Total | Rang |
| ---------------- | ---------- | -------- | ------- | ----------- | ----------- | ----- | ---- |
| Abbas Al-Qaisoum | - de 94 kg | 155      | 15e     | 180         | 17e         | 335   | 15e  |

## Judo
| Athlète           | Compétition           | 1/32 de finale               | 1/16 de finale             | 1/8 de finale       | Quarts de finale    | Demi-finales        | Repêchage 1         | Repêchage 2         | Finale              | Finale |
| Athlète           | Compétition           | Adversaire Résultat          | Adversaire Résultat        | Adversaire Résultat | Adversaire Résultat | Adversaire Résultat | Adversaire Résultat | Adversaire Résultat | Adversaire Résultat | Rang   |
| ----------------- | --------------------- | ---------------------------- | -------------------------- | ------------------- | ------------------- | ------------------- | ------------------- | ------------------- | ------------------- | ------ |
| Eisa Majrashi     | Moins de 60 kg hommes | exempt                       | Battu par Lall (GUY) ippon | –                   | –                   | –                   | –                   | –                   | –                   | –      |
| Wojdan Shaherkani | Plus de 78 kg femmes  | Battu par Mojica (PUR) ippon | –                          | –                   | –                   | –                   | –                   | –                   | –                   | –      |

Le 26 juillet 2012, le président de la Fédération internationale de judo Marius Vizer, annonce que Wojdan Shaherkani ne pourra pas participer au tournoi olympique de judo si elle refuse de retirer son hijab ou foulard islamique.

## Tir
| Athlète         | Compétition  | Qualification | Qualification | Finale | Finale |
| Athlète         | Compétition  | Points        | Rang          | Points | Rang   |
| --------------- | ------------ | ------------- | ------------- | ------ | ------ |
| Majed Al-Tamimi | Skeet hommes | 111           | 29e           | NC     | NC     |